# Solanum nolense
Solanum nolense är en potatisväxtart som beskrevs av Symon. Solanum nolense ingår i släktet skattor som ingår i familjen potatisväxter. Inga underarter finns listade i Catalogue of Life.